# 城の生活
城の生活 (しろのせいかつ、フランス語: La Vie de château)は1966年に公開されたフランスの喜劇映画。監督、脚本はジャン＝ポール・ラプノー。主演はカトリーヌ・ドヌーヴ、ピエール・ブラッスール、フィリップ・ノワレ、アンリ・ガルサン。 この映画は1965年にルイ・デリュック賞を受賞しました。